# Itame sobriaria
Itame sobriaria är en fjärilsart som beskrevs av Barnes och Mcdunnough 1916. Itame sobriaria ingår i släktet Itame och familjen mätare. Inga underarter finns listade i Catalogue of Life.